# Karl Tobias Fischer
Karl Tobias Fischer (Nuremberg, 18 de janeiro de 1871 –  Munique, 31 de dezembro de 1953) foi um físico alemão.

## Biografia
Karl Tobias Fischer nasceu em Nuremberg, filho do mestre serralheiro e fabricante de máquinas Johann Peter Fischer (1826–1873) e de Christine Elise (1839–1908), filha do empresário e economista Andreas Herzog.
Fischer estudou matemática e física na Universidade de Munique e na Universidade Técnica de Munique entre 1889 e 1893. Trabalhou então como assistente de Walther von Dyck, Leonhard Sohncke e Hermann Ebert. Em 1896 obteve um doutorado na Universidade de Munique, com a tese Die geringste Dicke von Flüssigkeitshäutchen. Um ano depois completou a  habilitação na Universidade Técnica de Munique, com a tese Ein neues Barometer. Em 1903 foi nomeado professor associado.
Fischer tornou-se membro da comissão de calibração normal da Baviera em 1907. Em 1923 foi nomeado chefe do Bayerisches Landesamt für Maß und Gewicht, que ocupou até 1936 e por mais dois anos após a Segunda Guerra Mundial. Desempenhou um papel decisivo no desenvolvimento da medição precisa de peso, tempo e temperatura.
Pai do químico Ernst Otto Fischer. Está sepultado no Cemitério de Solln.

## Obras
- Der naturwissenschaftliche Unterricht in England, insbesondere in Physik und Chemie, 1901
- Neuere Versuche zur Mechanik der festen und flüssigen Körper, 1902
- Der naturwissenschaftliche Unterricht, insbesondere bei uns und im Auslande, 1905